# フィッツフュー-南雲モデル
フィッツフュー-南雲モデル(FitzHugh-Nagumo model)は、神経細胞などの電気的興奮性細胞の活動電位を表現したモデルであり、リチャード・フィッツフューと南雲仁一の名にちなんでいる。このモデルは、神経細胞の活動電位発火(スパイク)における活性化と不活性化をモデル化したホジキン-ハクスリーモデルの微分方程式を簡略化したものである。フィッツフュー-南雲モデルは以下のように僅か2つの微分方程式で表される。
{\displaystyle {\dot {v}}=v-{\frac {v^{3}}{3}}-w+I_{\rm {ext}}}
{\displaystyle \tau {\dot {w}}=v-a-bw}
ここで、{\displaystyle v}は膜電位、{\displaystyle w}は不活性化を表す変数、{\displaystyle I_{\rm {ext}}}は外部刺激電流と見なすことができる。
{\displaystyle a,b,\tau }のパラメータをある値に選択すると、外部刺激がある程度以上強い場合、系は 位相空間で特徴的な振る舞いをする。これは、神経細胞のスパイクにおける脱分極と、それに続く再分極に相当する。スパイクの発生する刺激強度に明瞭な閾値は存在しないものの、この現象は神経細胞の刺激応答に対する全か無かの法則に類似している。
また、{\displaystyle a,b,\tau }の値によっては発振、すなわち{\displaystyle v,w}の振動を引き起こす。これらの様々な動的性質は、v-w平面上における左右のヌルクラインを行き来することで説明できる。
フィッツフュー-南雲モデルは、フィッツフューの原著論文には「ボンホッファー・ファン・デル・ポール振動子」と記述されているが、それはファン・デル・ポール振動子が、上記モデルにおいて{\displaystyle a=b=0}とした特別な場合に相当するためである。
二次元のホジキン-ハクスリーモデルと呼ばれ、ホジキン-ハクスリーモデルは四次の式である。